# Uzwojenie wtórne

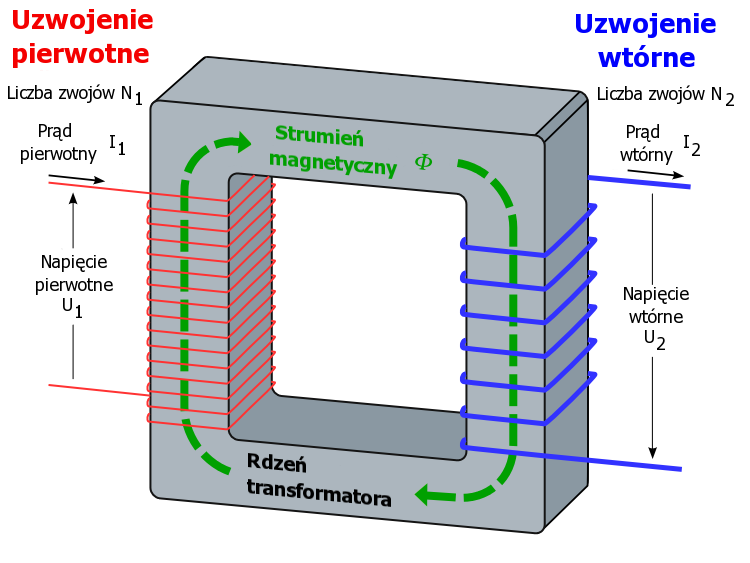
Schematyczne przedstawienie idealnego transformatora

Uzwojenie wtórne transformatora – uzwojenie, z którego odbiera się napięcie wyjściowe zwane z tej racji napięciem wtórnym. Odpowiednio, prąd elektryczny płynący w uzwojeniu wtórnym jest nazywany prądem wtórnym.
Napięcie wtórne jest zazwyczaj różne od napięcia pierwotnego. W wypadku, gdy napięcie wtórne jest wyższe od pierwotnego, transformator taki nazywamy transformatorem podwyższającym. Zaś jeśli napięcie wtórne jest niższe od pierwotnego mamy do czynienia z transformatorem obniżającym.
Istnieje również pojęcie wtórnej strony transformatora, która w różnych kontekstach może oznaczać zarówno uzwojenie wtórne, napięcie wtórne jak i prąd wtórny.
Uzwojenie wtórne może być połączone elektrycznie z uzwojeniem pierwotnym lub też odizolowane elektrycznie od uzwojenia pierwotnego (separacja galwaniczna).
Uzwojenie wtórne może posiadać odczepy, tak aby móc zasilać odbiorniki o różnych napięciach nominalnych, np. 6V, 12V i 24V.